# Королівський суд Бутану
Королівський суд Бутану — вища судова інстанція в Бутані. Королівський суд також має первісну юрисдикцію в 20-ти дзонгхагах країни. Король є останньою апеляційною інстанцією. Правова система Бутану заснована на індійському та англійському праві. Королівський суд розташований в столиці Тхімпху.
Бутанська система правосуддя завжди потерпала через нестачу кваліфікованих співробітників. До прийняття закону про судову владу у 2007 році судді були державними службовцями. На 2012 рік у Вищому суді тільки Церінг Вангчук має науковий ступінь у галузі права.

## Структура суду
- Верховний суд — вища судова інстанція в Бутані
- Вищий суд — апеляційна та екстериторіальна юрисдикція
- Окружний суд — 20 судів в дзонгхагах
- Підокружний суд — суди в дунгхагах.

Двох суддів Високого суду обирає Національна асамблея, чотирьох призначає король на 5-річний термін. Інші судді призначаються королем за рекомендацією голови суду.
Незначні кримінальні справи розглядають сільські старости, вони також розглядають цивільні та адміністративні питання. Їх рішення можна оскаржити в судах дунгхагів, які відповідають за декілька сіл. Рішення судів дунгхагів можна оскаржити в окружних судах, а рішення окружних судів — у Вищому суді.